# Orosz Vilma
Orosz Vilma Erzsébet (Miskolc, 1906. szeptember 2. – Budapest, 1970. február 11.) magyar színésznő, operett-szubrett, Orosz Júlia opera-énekesnő nagynénje.

## Élete
Orosz Zoltán gőzmalmi molnár és Kovács Erzsébet lányaként született. Rákosi Szidi színiiskoláját végezte el, majd 1923-ban Győrben kezdte pályáját, ahonnan 1926 áprilisában Beöthy László a Király Színházhoz szerződtette, amelynek 1931-ig a tagja maradt. Ez idő alatt fellépett a Városi Színházban is. 1931-ben Berlinben szerepelt, innen szerződtette a Magyar Színház igazgatója a Lámpaláz című darabjához, melyben Latabár Kálmán partnere volt. 1931–32-ben a Budapesti Színházban és a Budai Színkörben játszott. 1933-tól ismét a Király Színház tagja volt, majd olaszországi turnéra indult. 1934-ben játszott a Fővárosi Operettszínházban és a Pesti Színházban. 1936-ban a Komédia, 1937-től a Royal és a Művész, 1941-től a Kamara Színházban lépett fel. 1942-ben az Erzsébetvárosi Színházban szerepelt. Az 1940-es években rendszeresen közreműködött a Rádióban sugárzott operettekben. 1957-58-ban fellépett a Blaha Lujza Színházban. Fiatalabb korában szubrett szerepeket alakított. Az Ódry Árpád Színészotthon lakója volt. Halálát érelmeszesedés és tüdőgyulladás okozta.

## Szerepei

### Főbb színházi szerepei
- Kálmán Imre: Csárdáskirálynő – Stázi
- Youmans–Caesar: Mersz-e Mary? – Nanette
- Kálmán Imre: A montmartre-i ibolya – Ninon

### Filmszerepei
- Forog az idegen (1936)
- Döntő pillanat (1938) – vidéki szubrett
- Aranypáva (1943) – cirkuszi alkalmazott